# Daniel Njenga

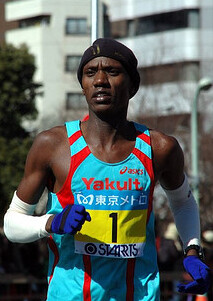
Daniel Njenga beim Tokio-Marathon 2008

Daniel Njenga (* 7. Mai 1976) ist ein kenianischer Langstreckenläufer, der sich auf den Marathon spezialisiert hat.
1994 stellte er mit 8:19,21 min einen Junioren-Weltrekord im 3000-Meter-Hindernislauf auf. Bald danach wechselte er zum Straßenlauf über und erzielte 1996 bei einem Halbmarathon in Tokio eine Zeit von 1:00:39 h. Ein Durchbruch auf der vollen Strecke blieb ihm jedoch zunächst versagt. 
Für Aufsehen sorgte er mit seinem zweiten Platz beim Chicago-Marathon 2002 in der Zeit von 2:06:16. Er blieb dabei mehr als fünf Minuten unter seiner damaligen Bestzeit (2:11:49, zehnter Platz beim Fukuoka-Marathon 1999). Auch in den fünf folgenden Jahren landete er in Chicago auf einem Treppchenplatz (Dritter 2003, 2005 und 2007, Zweiter 2004 und 2006), mit Ausnahme des Hitzerennens von 2007 stets mit einer Zeit unter 2:08.
2004 gewann er den Tokyo International Men’s Marathon und 2007 dessen Nachfolgeveranstaltung Tokio-Marathon.
Daniel Njenga lebt seit 1991 in Japan und absolvierte als einer der ersten Kenianer eine japanische Oberschule. Er startet für das Team der Firma Yakult.